# Hű és értelmes rabszolga
A Hű és Értelmes Rabszolgaosztály egy kifejezés, melyet a Jehova Tanúi hívek használnak azokra a „szellemi személyiségek”-re, akikről azt tartják, hogy „égi reménységű”-ek; a 144 ezernek ők a még Földön élő része, „maradéka”. Krisztus Második Eljövetele után királyokként és papokként fognak ezek a személyek uralkodni Jézus társuralkodóiként. Jehova Tanúi szervezetének legsajátosabb tanítása, „amely megkülönbözteti őket a kereszténység minden formájától”, hogy a hívőket 1935 óta két osztályra osztja. Ezeknek eltérő elhívásuk és reménységük van. Elsősorban a „felkentek” közül kerülnek ki az Őrtorony szervezet vezetői, akik önmagukat „hű és értelmes rabszolga osztálynak” nevezik Jézus egyik példázata nyomán (Mt 24:45-47). A szervezet a példázatot próféciaként értelmezi, és vezető rétege önmagára vonatkoztatja. Először Russellről hitték, hogy ő „a hű és értelmes rabszolga”, a fogalmat később azonban Jehova Tanúi vezető testületével azonosították.
A cikkben az „Új világ fordítás” szerint van idézve a Biblia

## Jelenleg elfogadott doktrína

### Az osztályba tartozók jellemzői
Jehova Tanúi úgy értelmezik a Jelenések könyve 7:4 és 14:1,3-at, hogy csupán 144 000 Krisztus által választott ember és Jézus kapja meg a halhatatlan élet ajándékát, még ételre sincs többé szükségük. A Mennyben szellemi teremtményekként fognak fognak létezni és uralkodni a paradicsomi Földön élő örök életet nyert "Nagy Sokaság" fölött.
A Lukács szerint való szent evangélium tizenkettedik fejezet harminckettedik versében szereplő "kicsiny nyáj"-at ezzel a rabszolgaosztállyal azonosítják. A Jelenések könyve "huszonnégy vén"-jét is, akárcsak Pál apostol "Isten Izraele" utalását mind azonosnak vélik a Hű és Értelmes Rabszolgával a Jelenések 4:4, 14:3 és a Galata 6:16 alapján.
Az egyház úgy értelmezi a Cselekedetek 2:1-4 verseket, hogy Jehova i. sz. 33-ban kezdte a 144 000 kiválasztását, amikor a Szent Szellem kitöltetett a Jeruzsálemben összegyűlt Tanítványokon. Arról, hogy hol volt a hű és értelmes rabszolga a "hitehagyás" évszázadai alatt a God’s Kingdom of a Thousand Years Has Approached (Isten ezeréves Királysága elközelített) című könyv kijelenti: „Nincs pontos történelmi feljegyzésünk arról, hogyan maradt fenn és szolgált a »hű és értelmes rabszolga« osztály évszázadokon keresztül a Mester Jézus Krisztus apostolainak halála után. Nyilván a »rabszolga« osztály egyik nemzedéke táplálta az utána következőt (2Timótheus 2:2). A tizenkilencedik század második felében viszont voltak olyan istenfélő személyek, akik szerették a Szent Biblián alapuló szellemi táplálékot, és vágytak arra, hogy belőle táplálkozzanak . . . Bibliatanulmányozó osztályokat . . . hoztak létre, és előrehaladtak a Szent Iratok alapvető igazságainak megértésében. E bibliatanulmányozók közül az őszinte, önzetlen személyek buzgón osztották meg másokkal a szellemi tápláléknak ezeket a létfontosságú részeit. Meg volt bennük a »rabszolga« hűséges szelleme, akit azért neveztek ki, hogy »a maga idejében« adja ki a szükséges szellemi »eledelt« a »háznépnek«. »Értelmesek« voltak, mivel jól ítélték meg, hogy akkor volt a kellő, illetve megfelelő idő, és hogy mi volna a legjobb módja a táplálék felszolgálásának. Arra törekedtek, hogy felszolgálják”. Jehova Tanúi azt állítják, hogy mind a mai napig folyik ez a kitöltetés a szellemi személyekre, akiknek a száma még nem érte el a 144 000-et. Úgy vélik, hogy mára ezen kiválasztott személyek legtöbbje már meghalt.
Azt is tanítják, hogy 1918 tavaszán Jézust beiktatták a Mennyei Királyság trónjára, ezzel szellemteremtményként feltámadtak az addig elhunyt hű rabszolgaosztályba tartozók; azóta a kiválasztottak már nem halnak meg, hanem a testük halálakor átváltoznak szellemteremtménnyé. (a nagy sokaság, a többi Istent követő személy azonban halálalvásban marad)
Azt is állítják, hogy a Máté szerint való evangélium 24. fejezet 45-ös versében szereplő Hű és Értelmes Rabszolga („hű és bölcs szolga” – Károli fordítás szerint) egy jól megkülönböztethető osztály, amely a 144 000-ből hátra maradt ma élő égi reménységűeket jelöli. Úgy is szokták nevezni, hogy a „Maradék”. Úgy hiszik, hogy Krisztus ezt a testületet használja föl, hogy információkat közöljön Biblia próféciáinak beteljesüléséről, és hogy egyértelmű gyakorlati utasításokat adjon a Biblia alkalmazását, értelmezését illetően.

### Új értelmezés
A 2012. október 6-i éves közgyűlésén az Őrtorony Társaság egy előadássorozatban jelentette be, hogy új értelmezése szerint a példázatban említett „hű és értelmes rabszolga” a Krisztus második eljövetele (jelenléte) alatt az egyház világközpontjában szolgáló és a szellemi táplálék elkészítésében részt vevő felkentek kis csoportja, azaz tulajdonképpen Jehova Tanúi Vezető Testülete, és a „háziszolgák” kifejezés egyaránt vonatkozik mind a felkent, mind a nem felkent keresztényekre mint egyénekre. A módosított doktrína még nem jelent meg Az Őrtorony hirdeti Jehova Királyságát folyóiratban, hanem először informális úton terjedt el, főleg a Jehova Tanúit kritizáló weboldalakon, majd egy hónappal később az Őrtorony Társaság hivatalos weboldalán is megjelent angol nyelven (http://www.jw.org/en/news/events-activities/annual-meeting-report-2012/).

### Elnevezések
- Maradék[8]
- Felkent[9]
- Isten prófétái[10]
- Isten csatornája.[11]

## A fogalom más keresztény egyházakban
Jehova Tanúi "felkentekből" álló vezetősége a Biblia megfelelő igehelyét (Mt 24:45) próféciaként értelmezi, és önmagára vonatkoztatja ('hű és értelmes rabszolga osztály'), és azt állítja, hogy az ő feladata Isten népének 'idejében megadni az eledelt' (a Társulat kiadványait). Ezzel szemben a többi keresztény egyház szerint ez csupán egyike Jézus példázatainak, és e példázat a 24-25. fejezet egészével együtt vigyázásra és sáfárkodásra int, nem a 20. századról jövendöl. A példázat lényege tehát folytonos éberségre intés, mint az egyházi elöljárók különös kötelessége. Ennek megfelelően más felekezet nem használják ezt a kifejezést saját felekezetük hierarchiájának megnevezésére. A hű és hűtlen szolga tehát itt egyszerűen minden embert jelent, aki Krisztust jó cselekedetekkel várja, illetőleg aki késő jövetelére számítva magát bűnre adja. Nem értenek egyet Jehova tanúinak ezzel a tanítással kapcsolatos kétosztályos megváltástanával sem.
Az Őrtorony Társulat ezzel kapcsolatos tanításával kritikusok rámutatnak arra a tényre, hogy Jézus Máté 24-beli szavait az egyháztörténelemben egészen Russellig mindenki példázatként kezelte. Ahhoz, hogy megérthessük, hogy mit akart itt mondani Jézus a hallgatóságának figyelembe kell venni, hogy a Máté 24. és 25. fejezetének az egész szakasza Krisztus parúziájáról szól, és tele van vigyázásra való intésekkel. Bár a Társulat mindig a Mt 24:45-öt adja meg a példázat elejeként, a 45. vers kezdő sora („Kicsoda hát...?) értelemszerűen visszautal az előző, 44. versre, az pedig („Azért...”) az előtte levő példázatsorra (fügefa, Noé napjai, ketten a mezőn, ketten a malomban, éjjeli tolvaj). A 44. vers ugyanis mindezeknek a tanulságát összegzi, amikor figyelmeztet: „Azért legyetek készen ti is; mert amely órában nem gondoljátok, abban jő el az embernek Fia.”
A 44. vers után Jézus további három példázatban ad figyelmeztetést egy új szempontból: a már említett hű és bölcs szolga példázatával (24:45-51), az eszes és a bolond szüzek példázatával (25:1-13) és a talentumok példázatával (25:14-30). Az új szempont: csak azért, mert a parúzia időpontja ismeretlen, a tanítványok nem csinálhatnak azt, amit akarnak. A tanítványok sáfársággal vannak megbízva: amit Uruk rájuk bíz, azzal gazdálkodniuk kell, mert egy napon számon kéri rajtuk. Aki tehát figyelembe veszi a vigyázásra intő szót, és a dolgát is hűségesen végzi, az valóban „hű és bölcs szolga”, vagy „eszes szűz” vagy „hasznos sáfár”. Ez a három példázat különböző élethelyzetekkel, de ugyanarra hívja fel a figyelmet.
Jézus egyszerűen vigyázásra és sáfárkodásra buzdít. Nem lehet véletlen, hogy az 1. századtól Russellig valóban soha senkinek sem jutott az eszébe a hű és bölcs szolga példázatát próféciaként értelmezni, illetve egy konkrét 19. századi emberre vagy egy 20. századi testületre vonatkoztatni.

## A Hű és Értelmes Rabszolgaosztály feljebbvalósága tanításának kialakulása
A Máté 24:45-ben szó van a hű és bölcs szolgáról, akit a többiek fölé rendeltek, hogy a megfelelő időben ossza ki az élelmet.
Már kezdetektől úgy vélték Jehova Tanúi, hogy az étel (hús) nem fizikai táplálékot jelöl, szimbolikus, egyfajta szellemi gondoskodás. A Hű és Értelmes Rabszolga interpretációja azonban nagy változásokon ment keresztül.
Charles Taze Russell még "hű és bölcs szolgá"ról beszélt, és az Igaz Keresztények teljes testvériségét értette alatta. 1896 után már úgy vette észre, hogy ő maga kezdi betölteni a "Szolgá"-ra vonatkozó próféciákat. 1904, április 15-i Őr Torony-ban úgy írt, hogy ő maga a "Szolga", de vannak a testületben szolgatársai, akiknek száma korlátozott. Nem ragaszkodott a kifejezés használatához, és engedélyezte környezetének, hogy magukat is szolgáknak nevezzék, egy alkalommal közzé tett olyan olvasója által írt levelet, aki a levélben "hű szolgá"-nak nevezte őt.
Russell halálakor a Watch Tower úgy emlékezett meg róla, hogy ő volt a „Hű és Bölcs Szolga”, ahogy a Máté 24:45 is írja a KJV szerint. Egészen 1927-ig tanították, hogy C. T. Russell volt a "Szolga".
1927-ben Russell pásztor utóda, Joseph Franklin Rutherford Az Őrtoronyban közölte cikkét, melyben kifejtette, hogy a "hű szolga" nem egyetlen személyt jelent, hanem egy csoportot. Sokáig tisztázatlan maradt, hogy a kifejezést a Watch Tower Bible and Tract Society of Pennsylvania-ra vagy más, szűkebb csoportra kell-e érteni.
1951-ben volt először, hogy hivatalosan is tisztázták a "Hű és Értelmes Rabszolga" vélt jelentését. Meghatározták, hogy az emberek egy osztályát és a szervezetet jelenti;  "Christ Jesus approved of his remnant as a 'faithful and discreet slave' and set this slave class over all his earthly belongings. Then by the theocratic organization Jehovah led them from one truth to another, opening the eyes of their hearts and the ears of their understanding to see and hear these truths."
Ezután már szilárdak maradtak; úgy vélik, hogy ezt a 'Maradékot Jézus minden földi tulajdona kezelésére kinevezte.
Ez Jehova Tanúi egyik alaptételévé vált – bár nem hisznek a tételeik csalhatatlanságában. Ennek ellenére azt mondják, hogy egy rendes keresztény nem támaszkodhat a saját elképzeléseire, ötleteire amikor a Bibliát értelmezi, vagy kutatja. Inkább a tiszta Igazságot tekinti csak mérvadónak, amit Jehova Isten küldött a szolgáin, a fián – Jézus Krisztus – és a Hű és Értelmes Rabszolgaosztályon keresztül. Bármely tanítás visszautasítása Kiközösítést von maga után.
Amikor Jézus megvizsgálja a vallásokat, fel fogja ismerni az ő hű rabszolgaosztályát; ez a maradék 1919-óta az utolsó igaz keresztényeknek minősült – Jehova Tanúi szerint. Csak rajtuk keresztül lehet megismerni a teljes igazságot, mert rajtuk keresztül folyamatosan kommunikál az Isten és így segíti a megértést. – ezért mondják, hogy ők Jehova csatornája.

## A doktrína hatása
Úgy gondolják, hogy a doktrínák egyedüli földi forrása csak ez az osztály lehet, így a hit legtöbb követőjének nincs beleszólása a döntésekbe, ami a doktrínák kialakítását vagy módosítását illeti. Minden hatalom a doktrínákkal kapcsolatban a Jehova Tanúi Vezető Testülete kezében összpontosul. A gyülekezeteknek pedig azonnal alkalmazniuk kell a határozatokat.
A Vezető Testület maga választja ki, hogy kik legyenek a tagjai és nem a magát a Hű és Értelmes Rabszolgaosztályhoz tartozónak vallók választják elöljáróikat. Így gyakran éri őket vád, hogy Jehova Tanúi tanítása nem is ettől az osztálytól származik, hanem a Vezető Testülettől, aminek tagjai nem feltétlenül a hű és értelmes rabszolgaosztályba tartozó brooklyni központi gyülekezettagok. Azok a Hű és Értelmes Rabszolgák, akik a Vezető Testülettől eltérő véleményeket hangoztatnak a kiközösítésüket kockáztatják meg. Nehéz megmondani, hogy ilyen feltételekkel hogyan is adhatja át ez az osztály Isten üzeneteit.[forrás?]

## Akik ebbe az osztályba tartoznak
Az "Emlékünnep" – Jehova Tanúi által megtartott egyetlen ünnep a Jézus halálára való emlékezés – alkalmával csupán ők veszik magukhoz az utolsó vacsora jelképeit, a kovásztalan kenyeret és a bort.
Azt tartják ezekről a személyekről, hogy már életükben sem ragaszkodnak semmilyen földi gyönyörhöz, társasághoz.
Úgy vélik, hogy az ilyen személyek élen járnak a Vezető Testület által kiadott doktrínák ismeretében, az Írások a társulat kiadványai szerinti elemzésében, az Őrtorony által elvárt viselkedésminták követésében.
Azt, hogy Jézus meghívta őket társuralkodójának kételyek nélkül maguk érzik; nem kell hozzá semmilyen képzettség.
Az Emlékünnep előtt minden évben részletesen tárgyalja az Őrtorony, hogy hogyan ismerjék fel a tanúk, hogy ők nem tartoznak bele ebbe az osztályba, mert halálos bűnnek gondolják azt, ha nem a rabszolgaosztályhoz tartozó fogyaszt az emlékjegyekből. Akik magukat ehhez az osztályhoz tartozónak vallják, azokat a vének és a felvigyázók is kihallgatják, személyesen is elbeszélgetnek velük arról, hogy valóban oda tartoznak-e.
Ma több, mint 8000-en vallják magukat ide tartozónak szerte a világon.